# Конституционный референдум в Азербайджане (2009)
Конституционный референдум 2009 года по внесению дополнений и изменений в 29 статьях Конституции Азербайджана был проведен 18 марта. В ЦИК сообщили что все 29 поправок считаются принятыми, так как процентный показатель выше минимального требования (50 %+1). Результаты по отдельным частям варьировались от 87,1 % до 91,7 %, при избирательной явке 71,8 %.

## Основные изменения
Основные изменения в Конституцию коснулись 5-го пункта статьи 101 «об основе избрания президента Азербайджанской Республики», в котором говорится о том что:
- «Никто не может избираться на пост президента Азербайджанской Республики на более чем два срока.»

Предложенный вариант 5-го пункта выглядит так:
- «Если проведение военных операций в условиях войны не позволяет избирать президента Азербайджанской Республики, срок полномочий президента Азербайджанской Республики продлевается до конца военных операций. Решение об этом принимается со стороны Конституционного суда Азербайджанской Республики на основании обращения государственного органа, обеспечивающего проведение выборов (референдума).»

В пользу нового варианта проголосовали 91,7 % голосов.
Помимо прочих изменений, было так же предложено изменить названия «Национального банка» на «Центральный банк», а «Исполнительный Аппарат Президента» на «Администрацию Президента». «За» предложенные изменения проголосовали 87,6 % голосовавших.

## Мнения
Заведующий отделом политического анализа и информационного обеспечения администрации президента Эльнур Асланов заявил что целью изменений является привести основной закон страны в соответствие с новым — достигнутым страной за последние годы — уровнем развития.
«Ведь с 1995 года, когда была принята конституция Азербайджана, очень многое изменилось как внутри страны, так и в мировом масштабе».

### Критика
- Оппозиция считает, что конституция реформировалась лишь для того, чтобы президент Ильхам Алиев смог выдвигать свою кандидатуру на выборах неограниченное количество раз. Оппозиционные политики призывали бойкотировать референдум[1].
- Венецианская комиссия Совета Европы в своем заключении принятом 16 марта, назвала Азербайджан «страной, где президент сконцентрировал в своих руках широкую власть»[1][4].

В документе также говорится следующее:
«Как правило, можно сказать, что снятие ограничений, препятствующих безграничному переизбранию президента, является шагом назад».